# Bernard Mathon
Bernard Mathon, né le 4 mars 1945 à Lyon et mort le 22 novembre 2000 à Cayenne en Guyane, est un écrivain français de science-fiction.

## Œuvres

### Recueils de nouvelles
- Locogringo troisième, ...Car rien n'a d'importance, 1992, 192 p.  (ISBN 2-87795-017-4)

### Autres nouvelles
- Vivaldi, monsieur Ahnlagne[2], Fiction no 225, septembre 1972.
- Onze malheureux phonèmes, Fiction no 233, mai 1973.
- Locogringo troisième, 1973, Fiction no 239, novembre 1973.
- Rentrons chez nous, masculamour..., 1974, Fiction no 248, août 1974.
- C'est si bon !, 1975, Fiction no 256, avril 1975.
- Un vamasur nommé Palisir, Fiction spécial no 25 : Nouvelles Frontières, anthologie composée par Alain Dorémieux, 1975.
- Jusqu'à preuve du contraire[3], in anthologie Les Soleils noirs d'Arcadie composée par Daniel Walther, 1975.
- Tivi et les autres[4], in anthologie Retour à la Terre - 2 composée par Jean-Pierre Andrevon, éd. Denoël, 1976.
- Rond et lisse comme le désespoir[5], Fiction spécial no 28 : Toxicofuturis, anthologie composée par Michel Demuth, août 1977.
- Un bonheur sans nuages, Fiction no 316, 1981 ; réédition dans l'anthologie La Frontière éclatée (1989).
- Contingence contiguë[6], in recueil Locogringo troisième, 1992.